# Domino (zespół muzyczny)
Domino – polski zespół muzyczny wykonujący muzykę disco polo.

## Historia
Zespół został założony w 1995 roku w Białymstoku. Na początku skład zespołu tworzyli: Marek Żurobski, Fabian Sielwonczuk, Mirosław Lewszuk. W styczniu 1996 roku wydali swoją pierwszą kasetę Filmowa miłość, na której znalazły się utwory Filmowa miłość i Tylko ty, do których zostały nakręcone teledyski. Piosenki były emitowane na antenie telewizji Polsat w programie muzycznym Disco Polo Live. Najbardziej znanym utworem zespołu jest piosenka pt. Filmowa miłość. Zespół wystąpił w 1996 roku na I edycji Ogólnopolskiego Festiwalu Muzyki Disco Polo w Koszalinie z piosenką pt. “Jesteś najpiękniejsza”. Pod koniec (grudzień) 1996 roku wydali utwór Świąteczna piosenka, do którego został nakręcony teledysk. Nieco później odeszli z zespołu Mirosław Lewczuk i Marek Żurobski (po odejściu z zespołu wyjechał z Polski do Stanów Zjednoczonych), a doszli Tomasz Łotko i Mariusz Ładny. Latem 1999 roku zespół nagrał drugą kasetę Dzika plaża. Do tytułowego utworu Dzika plaża został nakręcony teledysk. Zespół zniknął z estrady pod koniec 1999 roku.
15 marca 2022 w USA w wieku 54 lat zmarł Marek Żurobski.

## Dyskografia
- Filmowa miłość (styczeń 1996)[7]
- Dzika plaża (lato 1999)[4]

## Teledyski
- Filmowa miłość (wiosna 1996)
- Tylko ty (wiosna 1996)
- Świąteczna piosenka (zima 1996)
- Dzika plaża (lato 1999)